# Annapolis Junction
Annapolis Junction è un'area non incorporata nella contea di Howard (Maryland, U.S.A.).

## Storia

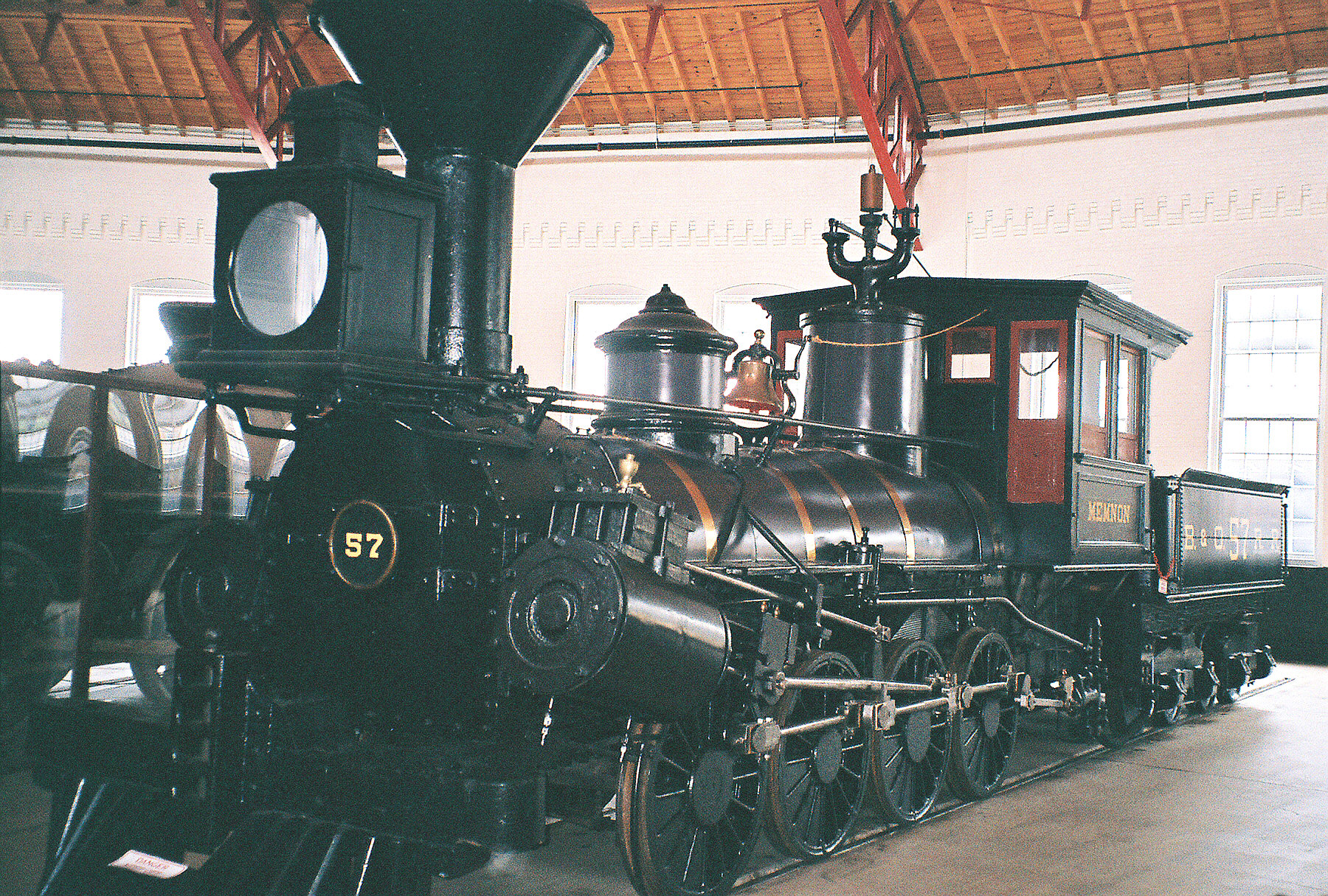
Una storica locomotiva 0-8-0 del 1848.

Il primo insediamento in questa località ebbe luogo verso il 1650. Nel 1685 il colonnello Henry Ridgely esplorò la zona e diede il nome ad essa: Ridgely's Forrest.
Deve il suo nome attuale al fatto che nel 1840, il tratto ferroviario della linea di allora, Annapolis and Elk Ridge Railroad, si collegò alle linee ferroviarie della Baltimore and Ohio Railroad (oggi CSX Transportation). Grazie alla sua posizione di collegamento fra ferrovie che consentivano il traffico nord-sud della Costa orientale degli Stati Uniti, divenne un importante centro di smistamento durante la guerra di secessione americana. La sua posizione le assegnò una certa importanza nel periodo successivo alla guerra civile, fu luogo d'incontro fra personalità, centro addestramento militare, ed il 12 giugno 1869 fu teatro di un grave incidente ferroviario che causò il ferimento di una trentina di passeggeri del treno presidenziale che trasportava il presidente Ulysses Simpson Grant, sua moglie ed il Ministro del Tesoro statunitense, George S. Boutwell, i quali per altro non subirono danni.
Nel 1917 venne acquistata dalla stato federale una grossa area per un centro di addestramento militare che venne poi utilizzata dal Forte George G. Meade.
Dopo la seconda guerra mondiale la località ha perso la sua funzione di collegamento ferroviario ed è divenuta una zona industriale.